# ريتشارد تومسون (فنان قصص مصورة)
ريتشارد تومسون (بالإنجليزية: Richard Thompson)‏ هو فنان قصص مصورة ورسام توضيحي أمريكي، ولد في 8 أكتوبر 1957 في غايثرسبيرغ في الولايات المتحدة، وتوفي في 27 يوليو 2016 في فرجينيا الشمالية في الولايات المتحدة بسبب مرض باركنسون.